# Ghost Force
Ghost Force – francuski serial animowany, który ma 52 odcinki, które trwają po 11 minut. Serial stworzony i wyprodukowany przez Jeremy'ego Zaga. We Francji serial zaczął być emitowany 28 sierpnia 2021 na TF1. Światowa premiera odbyła się w Izraelu, 25 lipca 2021

## Streszczenie
Troje licealistów pracujących jako drużyna superbohaterów, Ghost Force, potajemnie walczy z duchami, które nawiedzają ich miasto w zwariowany oraz komediowy sposób! Z nieodłącznym pragnieniem „tworzenia problemów” duchy, niewidoczne dla ludzkiego oka, używają strachu jako paliwa, aby zwiększać swoją moc i zdolność wpływania na otaczający ich świat. Nasi bohaterowie nie mają innego wyjścia, jak tylko wstrzymać swoje codzienne życie, aby wzmocnić duchy i przywrócić miasto do normalności, zanim mieszkańcy się zorientują.

## Postacie
Andy Baker: Andy jest trochę przebojowym chłopcem, czasem nieodpowiedzialnym; mimo to ma dobre serce: chroni swoich przyjaciół i rodzinę. Jest znakomitym koszykarzem; w każdym meczu przeciwko Drake'owi zawsze wygrywa. Kiedy wyrusza na polowanie na duchy, staje się Furym, duchowym superbohaterem, który potrafi tworzyć lepkie macki za pomocą Flex Power. Zawsze może liczyć na Dragoyle'a, pół-gargulca, pół-smoka ducha.
Liv Baker: Liv jest przywódczynią Ghost Force i siostrą Andy'ego. Z natury jest pomocna. Chociaż jest nieśmiała i zawstydzona przed publicznością, nauczyła się ją oswajać. Kiedy staje się Myst, może używać Mocy Widmowej do otwierania portali teleportacyjnych. Octocat, pół-ośmiornica, pół-kot duch, zawsze jest u jej boku.
Mike Collins: Mike jest synem Michaela Collinsa, zawodowego koszykarza. To mieszanka nauki. Podkochuje się w Charlie, i robi wszystko, co w jego mocy, aby ją zadowolić. Jako Krush posiada Moc Fraktalną, która pozwala mu wytwarzać lód. Nigdy nie wyrusza na polowanie na duchy bez Gromaxa, Lodowego Ducha.

## Dystrybucja

### Francuskie głosy
- Enzo Ratsito: Andy Baker
- Hervé Grull: Mike Collins
- Laure Filiu: Liv Baker

Wersja francuska:
- Firma dubbingowa: Audi Art Dub
- Kierunek artystyczny: Olivia Luccioni
- Adaptacja dialogów: Severine Bordier